# Гангули, Сурав
Сурав Чандидас Гангули (англ. Sourav Chandidas Ganguly; род. 8 июля 1972, Калькутта, Западная Бенгалия) — индийский экс-игрок в крикет, комментатор и администратор, игравший в качестве начинающего игрока с битой на левом фланге, был капитаном сборной Индии. Он является 39-м и ныне действующим президентом Совета по контролю над крикетом в Индии и президентом Редакционного совета Wisden India. До избрания президентом BCCI он был президентом Ассоциации крикета Бенгалии, руководящего органа по крикету в Западной Бенгалии, Индии. 
Он считается одним из величайших капитанов в мире крикета. За свою игровую карьеру Гангули зарекомендовал себя как один из ведущих игроков с битой в мире, а также один из самых успешных капитанов сборной Индии по крикету. Гангули является левшой и прославился благодаря своей активной игре в офсайде. Рахул Дравид назвал Гангули «практически Богом офсайда» — он наносил удары из офсайда с одинаковой лёгкостью как с передней, так и с задней опорной ноги.